# 阿布兰兹韦勒
阿布兰兹韦勒（法語：Ablainzevelle，法語發音：[ablɛ̃zvɛl]）是法国上法蘭西大區加来海峡省的一个市镇，属于阿拉斯区。

## 地理
阿布兰兹韦勒（50°9'8"N, 2°43'53"E）面积4.32 平方千米，位于法国上法蘭西大區加来海峡省，该省份为法国北部沿海省份，西北濒北海，南至索姆省，东临北部省。
与阿布兰兹韦勒接壤的市镇（或旧市镇、城区）包括：穆瓦耶讷维尔、小阿谢、阿耶特、比夸、库尔塞勒勒孔特。

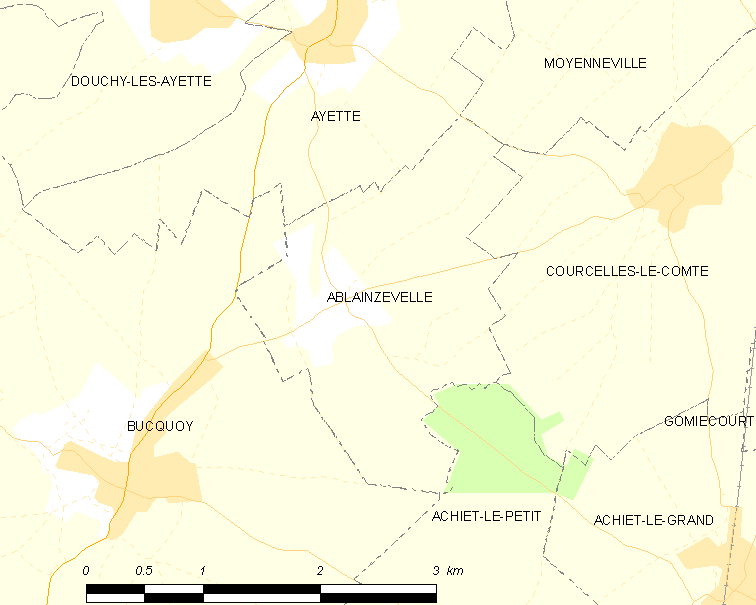
阿布兰兹韦勒的OSM定位图

阿布兰兹韦勒的时区为UTC+01:00、UTC+02:00（夏令时）。

## 行政
阿布兰兹韦勒的邮政编码为62116，INSEE市镇编码为62002。

## 政治
阿布兰兹韦勒所属的省级选区为巴波姆县。

## 人口

1962-2008年间阿布兰兹韦勒人口变化图示

阿布兰兹韦勒于2022年1月1日时的人口数量为220人。